# Grab von Madam Yoko
Das Grab von Madam Yoko (englisch Grave of Madam Yoko) ist ein Nationaldenkmal des afrikanischen Staates Sierra Leone. Das am 18. Mai 2016 anerkannte Nationaldenkmal liegt in Moyamba in der Provinz Southern. Es handelt sich um die Begräbnisstätte von Madam Yoko, einer wichtigen Mende.
Der Grabstein trägt die Inschrift In blessed memory of Madam Mamie Yoko reigned 1885-1906 by her creat grandchildren and relatives of Kongbora and Kaiyamba Chiefdoms. R.